# Drimia undata
Drimia undata là một loài thực vật có hoa trong họ Măng tây. Loài này được Stearn mô tả khoa học đầu tiên năm 1978.

## Hình ảnh

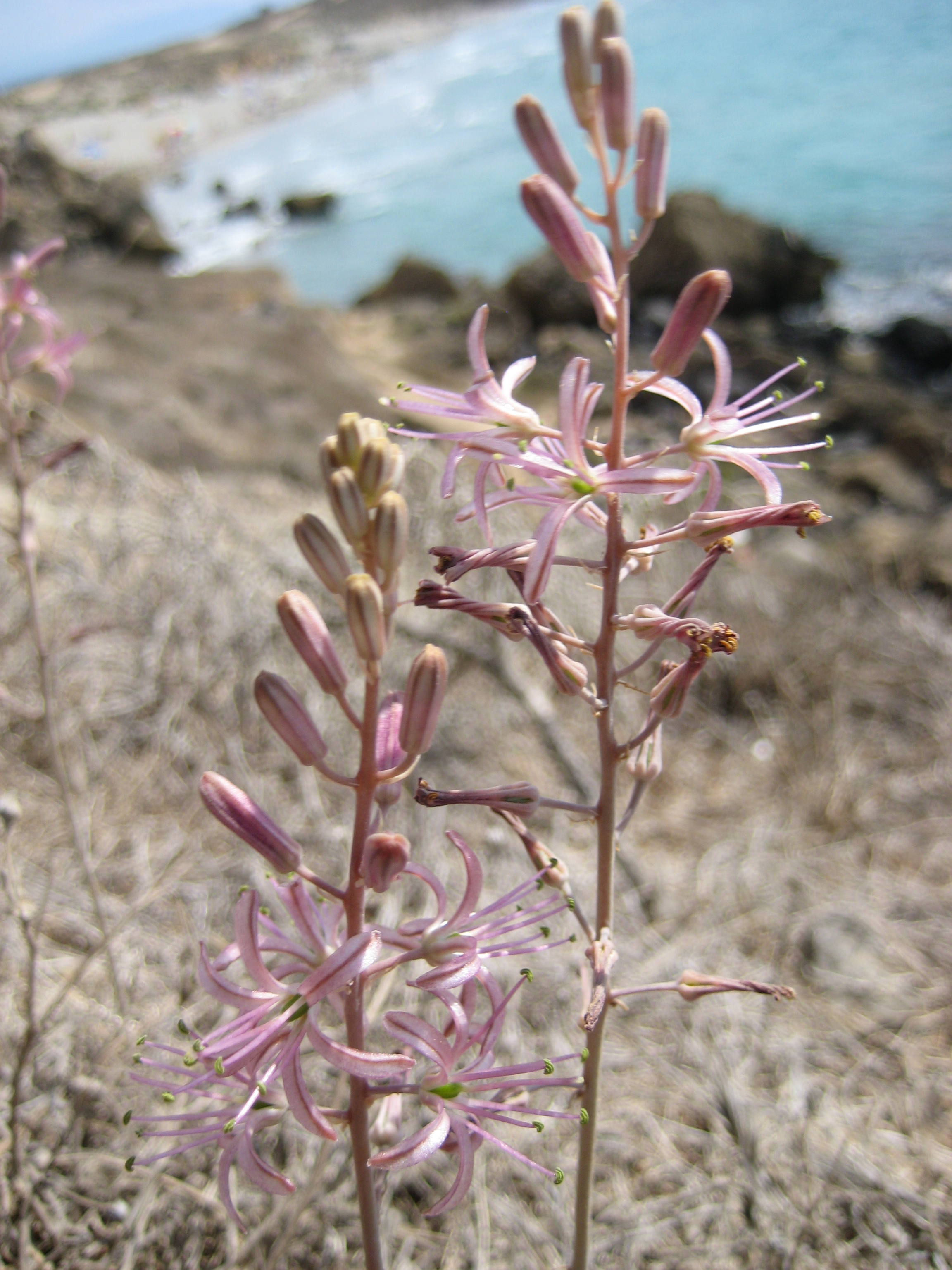
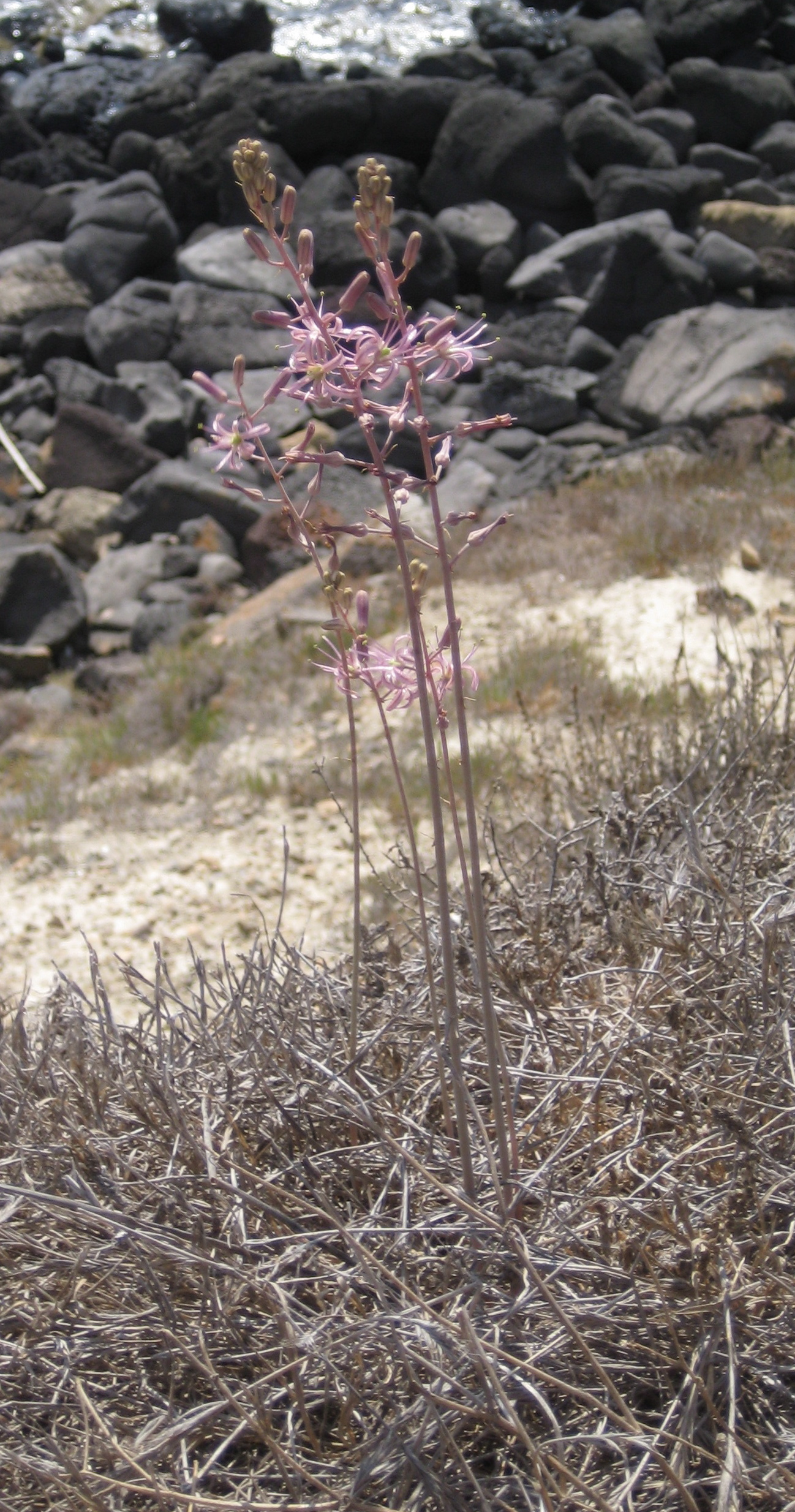